# Anni 1010
Gli anni 1010 sono il decennio che comprende gli anni dal 1010 al 1019 inclusi.

## Personaggi
- Canute
- Boleslaus I
- Fujiwara no Michinaga
- Basilio II
- Henry II, Sacro romano Impero
- Sweyn I
- Malcolm II di Scozia
- Avicenna